# Inälv
Inälv  är en by öster om Sördellen fem kilometer nordväst om Näsviken i Hudiksvalls kommun
Inälvsviken hyser en populär badstrand och många har valt att bygga sina sommarstugor där. På Inälvsvallen bedrevs sommarlantbruk fram till början av 1950-talet. På senare år[när?] har även några valt att bosätta sig permanent i Inälv. Ett av södra Dellens få grund sträcker sig från den södra udden och upp till Kråkholm i nordlig riktning.